# Komenda (Fahrradhersteller)

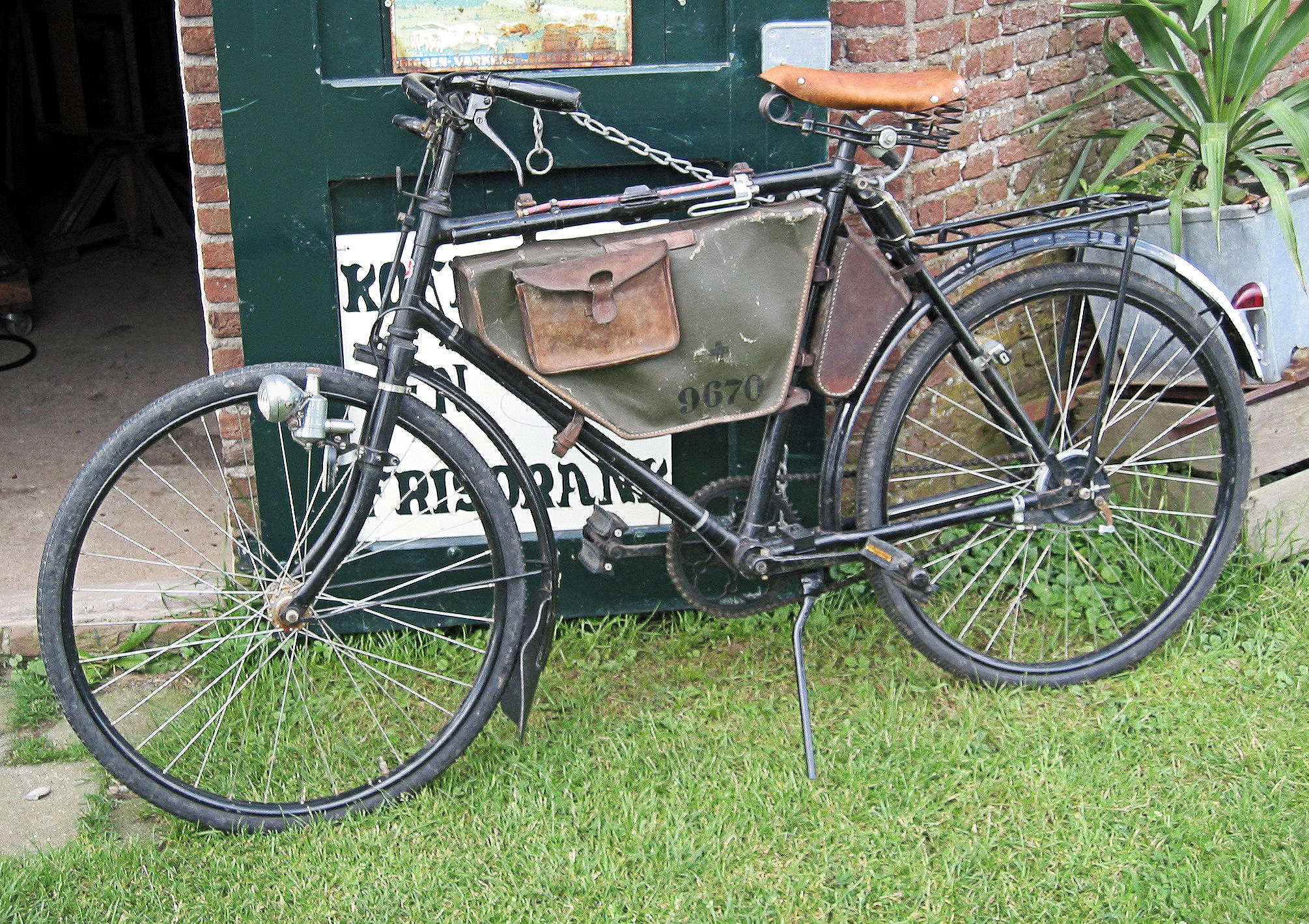
Ordonnanzfahrrad 05 der Schweizer Armee, 1942 von Komenda hergestellt

Komenda AG ist ein Schweizer Fahrradhersteller und Grosshändler. Das inhabergeführte Familienunternehmen hat seinen Sitz in St. Gallen. Das Unternehmen entwickelt, produziert und vermarktet die drei Eigenmarken Cresta, IBEX und Bergstrom und importiert Zubehör und Fahrräder für den Schweizer Fachhandel. 2017 ging die Internetplattform Veloplace, ein Zusammenschluss der Schweizer Fahrradbranche, auf Initiative von Komenda online.

## Geschichte
Komenda wurde 1898 von Matthias Komenda als Fach- und Grosshandel in St. Gallen gegründet. Matthias Komenda war damals Vertreter der Marke Helvetia. 1936 lanciert Max Komenda die Marke Mako (seit 1973: Cresta) mit Rahmenfabrikation und Montage in St. Gallen. 1942 wurde die Schweizer Armee mit 1000 Ordonnanzrädern beliefert.
Bei der St. Galler Fabrik handelt es sich um die älteste bis heute produzierende Schweizer Fahrradfabrik eines Familienunternehmens.
Der Bau des heutigen Standorts der Komenda mit Produktion und Vertrieb unter einem Dach erfolgte 1970. Die Rahmenfabrikation wurde 1973 nach Sirnach verlegt, die Montage blieb in St. Gallen. 2001 wurde die ehemalige Alpa Werke AG in Sirnach übernommen. Neben der Produktion wurden die Marken Kettler (ab 1982) und Giant (1987) als Schweizer Alleinvertrieb bzw. -import ins Verkaufsrepertoire aufgenommen.
Alexandra Komenda übernahm 2004 gemeinsam mit ihrem Mann Dirk Kurek Komenda (vormals Geschäftsführer Giant Deutschland) die Leitung der Firma.